# Parc national des Yarra Ranges
Pour les articles homonymes, voir Yarra.

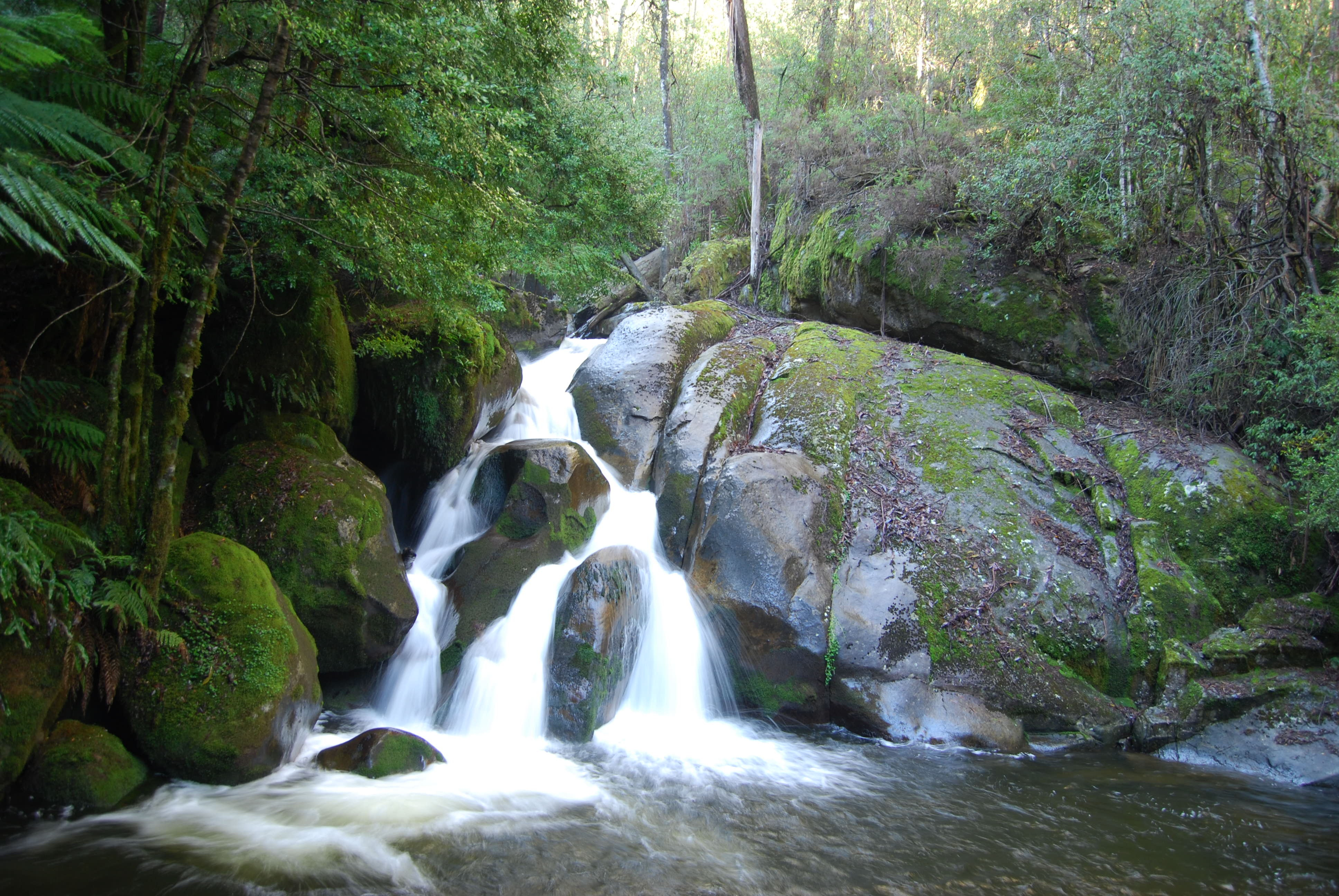
Chute d'eau près de Marysville.

Le parc national des Yarra Ranges est un parc situé au Victoria en Australie à 92 km à l'est de Melbourne. Le parc a été créé en 1995.
Il couvre la région des sources de la rivière Yarra et plusieurs captages d'eau pour l'approvisionnement en eau domestique de Melbourne. 
Si le parc a été créé seulement en 1995, la zone a été interdite d'accès pendant un siècle pour protéger l'alimentation en eau de Melbourne. La quasi-totalité du parc est fermée aux visiteurs pour cette raison, toutefois, il est l'une des destinations de promenade les plus populaires pour les habitants de Melbourne. La forêt est exploitée dans une grande grande partie du parc, y compris certains bassins versants.

## Flore et faune
Le parc abrite environ 40 espèces différentes de mammifères, comme le phalanger de Leadbeater et 120 espèces d'oiseaux dont l'Effraie ombrée, la Ninoxe puissante, la Ninoxe aboyeuse, le Miro incarnat, le Cacatoès funèbre, la Perruche royale, l'Autour blanc et la Perruche de Pennant. 

## Patrimoine
Comme la forêt est très dense, la région n'a pas été particulièrement favorable à l'implantation des Aborigènes. Les colons européens ont également eu du mal à accéder au secteur. Elle fut finalement colonisée en 1860 etexploitée pour le bois. Peu après, la zone a été reconnue comme une bonne zone de captage d'eau de sorte que les réservoirs de Maroondah et Upper Yarra y ont été implantés. 